# Parasphaeropsis shearii
Parasphaeropsis shearii är en svampart som beskrevs av Petr. 1953. Parasphaeropsis shearii ingår i släktet Parasphaeropsis, divisionen sporsäcksvampar och riket svampar.   Inga underarter finns listade i Catalogue of Life.